# 21 Japonesas
21 Japonesas fue un grupo musical donostiarra formado, en su origen, por Txetxo Bengoetxea, Luis Camino y Alfredo Beristain. Fusionando el pop-rock con ritmos pseudoafricanos, el primer álbum de la banda, Donde ríen los locos, es el mayor exponente de esa corriente que más tarde seguirían grupos nacionales como Los especialistas o Girasoules. En su siguiente larga duración titulado Hombre de la selva, la formación siguió apostando por la música ultrapercusionada. Su disco El paso del tiempo fue el que rompió con esa tendencia. No es que nos encontremos con las primeras baladas del grupo (ya existían temas como En sus sueños o Solo por ver ciudad en precedentes), pero sí que en el compendio global se vislumbran destellos de lo que sería la historia de 21 Japonesas en los 90.
Tras la muerte de Alfredo Beristain en 1991, llegó en 1992 El mercado del placer. Este disco fue el mejor logrado del grupo vasco, y el que abrió las puertas a un público bastante más amplio. El disco contenía un tema, Vuelve a llamar, dedicado al desaparecido Beristain.
El mercado del placer contiene varios temas que pueden colocarse entre los clásicos del pop de los 90: "Lágrimas de cristal", "Mi vida es mía" o "Ella" son temas con características que no tenía la música del grupo en sus primeras producciones. Esa semirruptura con lo anterior les hizo ganar calidad sin perder fieles. Así, sin ser nunca unos superventas, sus canciones comenzaban a escucharse en las emisoras.
Tras ese disco, curiosamente, la trayectoria de 21 Japonesas comenzó a desmoronarse en sus cimientos. Luis Camino abandonaba el grupo y Txetxo Bengoetxea firmaría el último disco inédito de la banda, Fuego dulce, bastante continuista con el anterior pero falto de canciones tan contundentes.
Y cuando más gente conocía quiénes y qué se escondía detrás de ese curioso nombre, llegaba el definitivo adiós con el álbum Cerca del aire (1997), donde Txetxo Bengoetxea versionaba en clave electrónica algunas de las canciones más importantes de la trayectoria del grupo. Después de eso, Txetxo Bengoetxea comenzó una carrera en solitario con demasiados altibajos y donde no llegó a la calidad de álbumes de la banda donostiarra.

## Discografía
- Donde ríen los locos (1987).
- Hombre de la selva (1989).
- El paso del tiempo (1990).
- Antología (1991).
- El mercado del placer (1992).
- Fuego Dulce (1994).
- Cerca del aire (1997).